# Fine Line Features
 (avril 2022).
Si vous disposez d'ouvrages ou d'articles de référence ou si vous connaissez des sites web de qualité traitant du thème abordé ici, merci de compléter l'article en donnant les références utiles à sa vérifiabilité et en les liant à la section « Notes et références ».
Fine Line Features est une société de production et de distribution de films de cinéma américaine qui a été créée en 1990. C'est une filiale de New Line Cinema, une société du groupe WarnerMedia.
Fine Line est spécialisée dans la production de films d'auteurs et dans la distribution aux États-Unis de films étrangers.
Parmi les succès de Fine Line, on peut citer Elephant, American Splendor ou Dancer in the Dark.